# فوکه آکلیس اف‌ای-۳۳۰

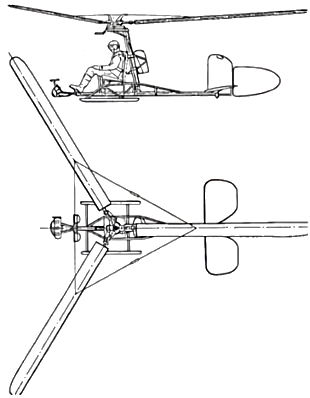

فوکه آکلیس اف‌ای-۳۳۰ (به آلمانی: Focke-Achgelis Fa 330) یک بادبادک پروانه‌دار سه‌پروانه محصول آلمان نازی بود که به‌وسیلهٔ زیردریایی در خلال جنگ جهانی دوم به‌عنوان ابزار نظارتی به‌کار می‌رفت.

## توسعه
در خلال جنگ جهانی یکم و دوم زیردریایی‌ها به ویژه در آلمان بعنوان یک جنگ‌افزار برتر به کار می‌رفتند؛ ولی زیردریایی‌ها به دلیل نزدیکی به سطح دریا، دارای مشکلاتی همانند «دید محدود» بودند و دید کافی به اطراف خود نداشتند. یک زیردریایی آلمانی در آن زمان به شعاع ۹ کیلومتر (۵ مایل دریایی) دید به اطراف خود داشت که برای امنیت زیردریایی کافی نبود. برای برطرف کردن این مشکل، نیروی دریایی آلمان راهکاری بعنوان هواگرد آب‌نشین ارائه کرد تا بعنوان چشم زیردریایی عمل کند و زیردریایی را از خطرات آگاه سازد. اینگونه بود که محصولی با نام آرادو آر ۲۳۱ طراحی شد تا نیازهای نظارت در دریا را عهده‌دار شود ولی پس از ارزیابی‌ها در نیروی دریایی آلمان، آن هواپیما مردود شد و تنها ۶ فروند از آن تولید گشت.
دلیل شکست آن پروژه این بود که هواپیمای آب‌نشین «آرادو» نقاط ضعف بسیار زیادی داشت که استفاده از آن را برای ناوگان زیردریایی عملاً غیرممکن می‌ساخت. آن هواپیما بزرگ بود و درون زیردریایی جای نمی‌گرفت. دارای موتور بود و این موتور نویز ایجاد کرده و مکان زیردریایی را فاش می‌نمود. بدنهٔ هواپیما در رادارهای دشمن شناسایی می‌شد و درصورت خرابی موتور نیز، هواپیما به درون آب سقوط می‌کرد و خلبان آن کشته می‌شد؛ همچنین ریکاوری هواپیما پس از فرود بر آب برای خدمهٔ زیردریایی کار دشواری بود؛ بنابراین نیروی دریایی، «بادبادک پروانه‌دار اف‌ای-۳۳۰» را بعنوان گزینهٔ نهایی خود انتخاب نمود.

## شیوهٔ کارکرد
هنگام استفاده از این کایت، زیردریایی به روی آب می‌آمد و خدمهٔ زیردریایی قطعات جداگانهٔ اف‌ای-۳۳۰ را همانند کیت از درون زیردریایی به بالا آورده و سرهم می‌کردند. پس از سرهم کردن، توسط یک کابل ۱۵۰ متری محکم شده ولی تنها از ۱۲۰ متر کابل استفاده می‌شد و ۳۰ متر بعنوان اطمینان درنظر گرفته شده بود. سپس کابل به آرامی آزاد می‌شد و خلبان بهمراه یک عدد دوربین دوچشمی به آسمان می‌رفت. به این شیوه نیروی دریایی آلمان توانست دید زیردریایی‌های خود را ۵ برابر نسبت به حالت معمولی افزایش دهد و به شعاع ۴۶ کیلومتر (۲۵ مایل دریایی) برساند. در هنگام عملیات، اگر فرماندهٔ زیردریایی متوجه می‌شد که خطر در کمین است و تصمیم می‌گرفت که سریع به زیر آب برود، با رها کردن کابل، بادبادک را در هوا رها کرده و خود به زیر آب می‌رفت و بادبادک پس از مدتی همانند خودگردی در بالگردها فرود می‌آمد. برپا کردن و جمع کردن اف‌ای-۳۳۰ به مدت ۴ دقیقه طول می‌کشید ولی در هوای بد و دریای طوفانی این میزان به ۲۰ دقیقه افزایش می‌یافت. یک طرح موتوردار نیز با نام فا-۳۳۶ پیشنهاد شد که هرگز به فاز تولید نرسید.
در ویدیویی مربوط به سال ۱۹۴۲ که توسط آلمان منتشر شد، پرواز این بادبادک از یک زیردریایی آلمانی به نمایش درآمد.

## پیشینهٔ عملیاتی
هنگامی‌که نیروی هوایی متفقین جنگ جهانی دوم برای آلمان نازی خطر جدی محسوب شدند، نیروی دریایی آلمان تصمیم گرفت که در اقیانوس اطلس و اقیانوس هند، از هواپیما یا ناو کمتر استفاده کند و بیشتر از زیردریایی و ابزار نظارتی اف‌ای-۳۳۰ کمک بگیرد. با وجود اینکه بادبادک پروانه‌دار ابزار سودمندی برای نظارت بود تا زیردریایی، خطر را شناسایی کرده و فرار کند، ولی در طول خدمتش تنها یک بار برای حمله به‌کار گرفته شد. در روز ۶ اوت ۱۹۴۳ میلادی، زیردریایی یو-۱۷۷ آلمان موفق شد با استفاده از این بادبادک یک کشتی بخار یونانی را شناسایی کرده و آن را غرق نماید. نیروهای انگلیس در سال ۱۹۴۴ یک زیردریایی یو-۸۵۲ را تسلیم کردند و توانستند یک فروند اف‌ای-۳۳۰ را به دست بیاورند. انگلیسی‌ها چندبار موفق شدند این بادبادک را پشت خودروی جیپ کشیده و به آسمان بفرستند ولی پس از مدتی علاقهٔ خود را به آن ازدست دادند زیرا نیروهای نظامی متفقین به بالگرد علاقه‌مند شدند. دست‌کم ۱۲ فروند از این بادبادک پروانه‌دار سالم مانده‌اند که امروز در موزه‌های دانمارک، فرانسه بریتانیا و آمریکا و آلمان به نمایش گذاشته شده‌اند.

## مشخصات

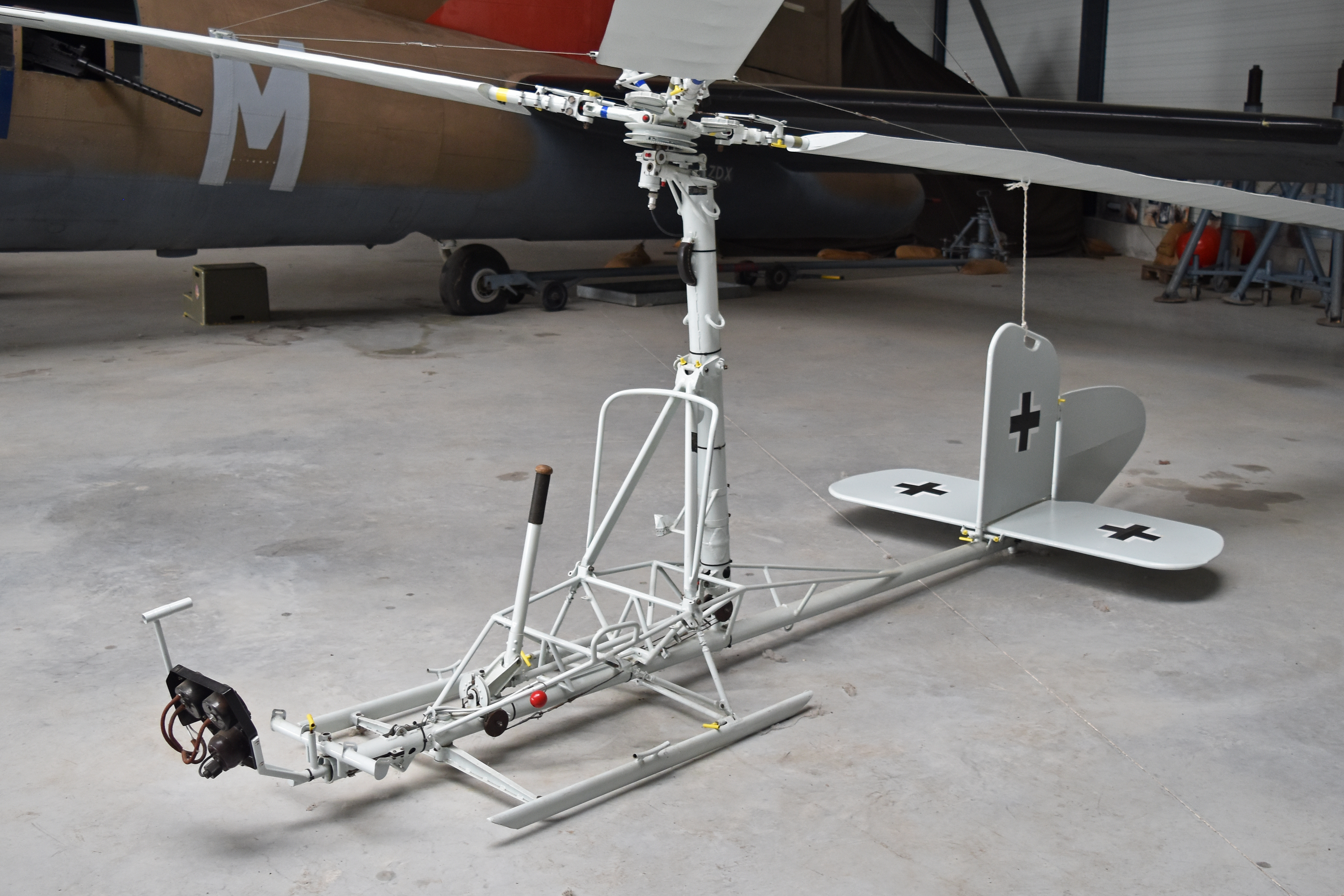
موزه انگلیس
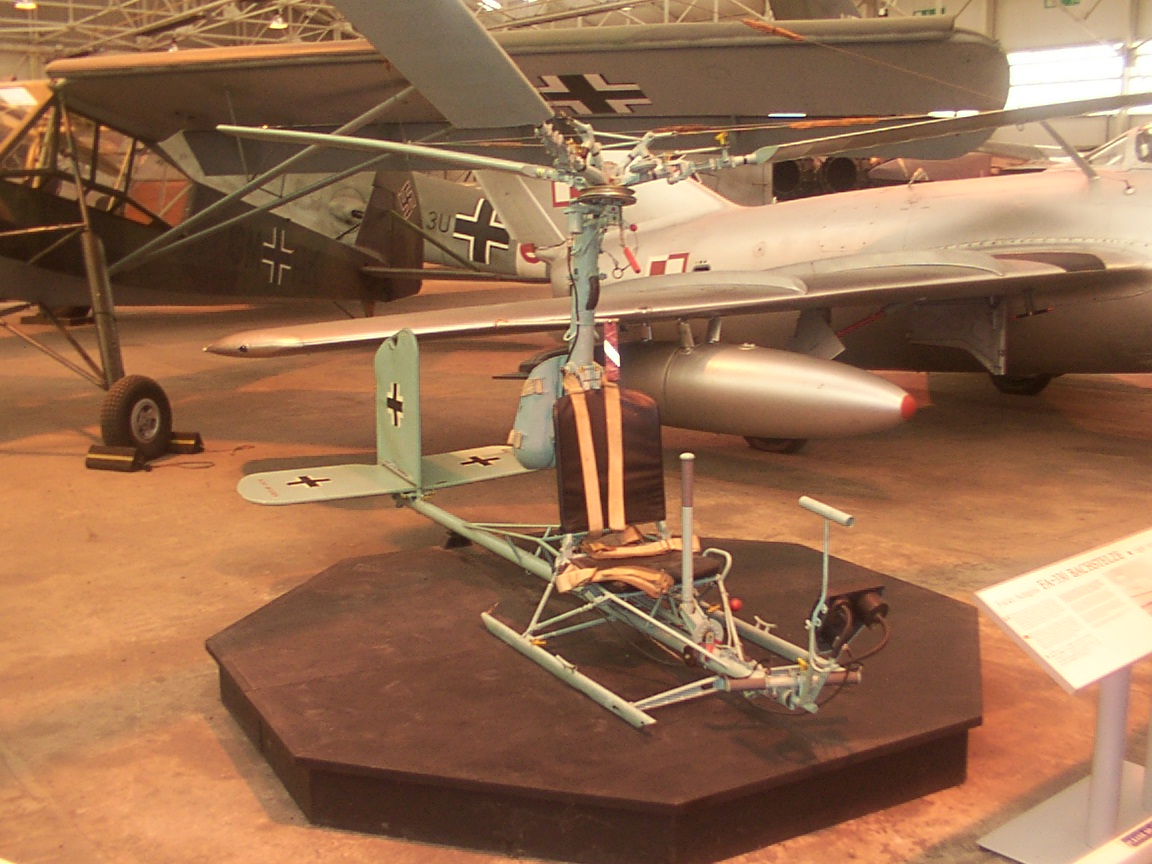
موزه انگلیس
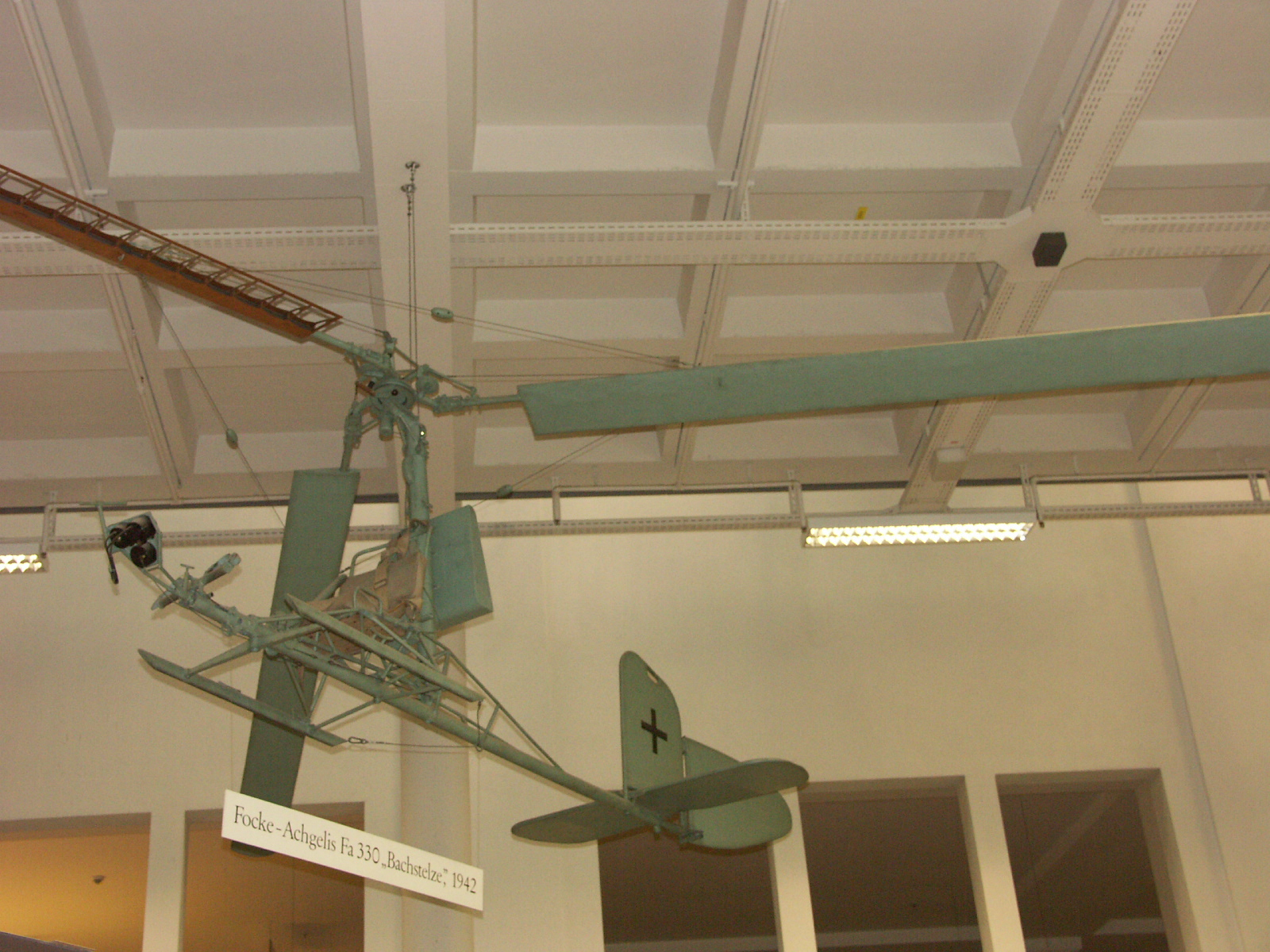
موزه آلمان

داده‌ها از 
ویژگی‌های عمومی
- خدمه: ۱
- طول: ۴٫۴۲ متر (۱۴ فوت ۶ اینچ)
- وزن خالی: ۶۸ کیلوگرم (۱۵۰ پوند)
- قطر روتور اصلی:  ۷٫۳۲ متر (۲۴ فوت ۰ اینچ)
- مساحت روتور اصلی: ۴۲ متر مربع (۴۵۰ فوت مربع) پروانهٔ ۳ پره

عملکرد
- سرعت کروز: ۴۰ کیلومتر بر ساعت (۲۵ مایل بر ساعت، ۲۲ گره) هنگام بکسل
- بیشینه سرعت مجاز: ۸۰ کیلومتر بر ساعت (۵۰ مایل بر ساعت، ۴۳ گره) هنگام بکسل
- کمینه سرعت کنترل: ۲۷ کیلومتر بر ساعت (۱۷ مایل بر ساعت، ۱۵ گره) هنگام بکسل

- موزه انگلیس
- موزه انگلیس
- موزه آلمان